# Sarkinite
La sarkinite è un minerale scoperto nel 1885. Il nome deriva dalla parola greca σάρξ (sarx) che significa carne per via del colore tipico del minerale.

## Forma in cui si presenta in natura
La sarkinite si rinviene sotto forma di cristalli tabulari.